# کایتو تاناکا
کایتو تاناکا (انگلیسی: Kaito Tanaka؛ زادهٔ ۱ نوامبر ۱۹۹۵) بازیکن هاکی روی چمن اهل ژاپن است.